# Веснянка (Житомирская область)
Веснянка (укр. Веснянка) — село на Украине, находится в Пулинском районе Житомирской области.
До 1961 года село именовалось Сосновая Болярка.
Население по переписи 2001 года составляет 201 человек. Почтовый индекс — 12015. Телефонный код — 4131.

## Адрес местного совета
12015, Житомирская область, Пулинский р-н, с. Кошелевка, ул. Ленина, 19